# Nautilus Submarine Boat Company
Nautilus Submarine Boat Company – amerykańska stocznia okrętowa założona w 1883 roku przez Johna Hollanda i Edmunda Zalinskiego wraz z grupą inwestorów, celem budowy pierwszych okrętów podwodnych. Przedsiębiorstwo rozpoczęło budowę kolejnej jednostki "Holland III", a następnie "Holland IV". W wyniku nieudanego wodowania 4 września 1885 roku okręt zatonął, został jednak wydobyty, naprawiony i przetestowany. Wspólnikom nie udało się jednak znaleźć nabywcy jednostki i przedsiębiorstwo przestało istnieć jesienią 1886 roku. Jedna z przyczyn upadku przedsiębiorstwa była rozbieżność oczekiwań i celów między Hollandem i Zalińskim. Była to jednak prawdopodobnie pierwsza amerykańska stocznia okrętów podwodnych.